# تحسين جمشيد
تحسين محمد جمشيد لاعب كرة قدم قطري من أصول هندية، ولد في (16 يونيو 2006) ، يلعب لصالح نادي ألكوركون ب الإسباني معار من نادي الدحيل في دوري نجوم قطر.

## مسيرة اللاعب
بدأ مع نادي الدحيل القطري و أعير إلى نادي ألكوركون ب الإسباني في عام 2024 لمدة موسم.

## روابط خارجية
- تحسين جمشيد على موقع Soccerway.com (الإنجليزية)